# Nöhrenkotten
Nöhrenkotten ist eine Ortslage in der bergischen Großstadt Solingen. Sie geht auf einen dort befindlichen Schleifkotten zurück.

## Lage und Beschreibung
Nöhrenkotten befindet sich im äußersten Westen des Stadtbezirks Burg/Höhscheid unmittelbar an der Grenze zu Aufderhöhe. Der Ort liegt zusammen mit dem Nachbarort Nöhrenhaus weitgehend abseits städtischer Bebauung im Nacker Bachtal, das sich zwischen dem Katternberger Riedel und der Löhdorfer Hochfläche befindet. Der ehemalige Kotten, der heute als Wohnhaus genutzt wird, befindet sich entlang der Nöhrenhauser Straße kurz vor der Straßenengstelle. Dort mündet der von Höhscheid kommende Pilghauser Bach in den Nacker Bach. Obwohl der Kotten heute Nähe am Pilghauser Bach liegt, wurde er durch das Wasser des Nacker Bachs angetrieben.
Benachbarte Orte sind bzw. waren (von Nord nach West): Delle, Nacker Küllenberg, Untenkatternberg, Neuenhauser Kotten, Nöhrenhaus, Brücke, Steinendorf, Neu-Löhdorf und Jammertal.

## Geschichte
Es handelte sich bei dem Nöhrenkotten um einen Schleifkotten am Ufer des Nacker Bachs, der bereits zu Beginn des 18. Jahrhunderts vorhanden war. Im Jahre 1715 ist der Kotten in der Karte Topographia Ducatus Montani, Blatt Amt Solingen, von Erich Philipp Ploennies als Schleifkotten verzeichnet, aber nicht benannt. Die Topographische Aufnahme der Rheinlande von 1824 verzeichnet den Kotten als Sch. In der Preußischen Uraufnahme von 1844 ist der Kotten als Schl. verzeichnet, aber nicht benannt. Die Preußische Neuaufnahme von 1892 verzeichnet den Ort als Nöhrenkotten.
Der Ort gehörte nach Gründung der Mairien und späteren Bürgermeistereien zur Bürgermeisterei Höhscheid, die im Jahre 1856 das Stadtrecht erhielt, und lag dort in der Flur I. Katternberg. 
Wann der Schleifbetrieb eingestellt wurde, ist nicht bekannt. Das Kottengebäude ist noch vorhanden, es wird heute als Wohnhaus genutzt. Von dem Kotten ist auch die Ortsbezeichnung Nöhrenhaus abgeleitet, die erst später entstand, sowie der Straßenname der Nöhrenhauser Straße. Auch im Solinger Stadtplan ist der Ort als Nöhrenkotten bis heute verzeichnet.